# Stoqueu
Ne doit pas être confondu avec Côte de Stockeu.
Stoqueu est un hameau de la commune d'Aywaille dans la province de Liège en Région wallonne (Belgique). 
Avant la fusion des communes, Stoqueu faisait déjà partie de la commune d'Aywaille.

## Situation et description
Stoqueu forme la partie la plus élevée d'un ensemble habité formé avec le hameau voisin de Kin. Le hameau est bordé à l'est par le Grand Bois qui est traversé par l'autoroute E25 Liège - Luxembourg.